# Toyota Corolla 1200
La Toyota Corolla 1200 était une voiture du constructeur Toyota produite à partir de 1966–1967.  D’une cylindrée de 1 200 cm3, cette voiture avait un moteur de 1,2 l qui pouvait produire jusqu'à 75 chevaux environ.
Elle pouvait être accouplée à une transmission manuelle à 4 rapports ou à une transmission automatique à 2 rapports, appelée Toyoglide ; ce terme de Toyota désignait la transmission automatique qui était présente sur la Corolla 1970 ainsi que sur d'autres modèles à deux vitesses. C'était une des premières de l'industrie avec une telle transmission.